# Elecciones vicepresidenciales de Ecuador de 1855
Elección extraordinaria del vicepresidente constitucional de la república al no aceptar el cargo Manuel Bustamante, quedando vacante el cargo desde 1854.

## Candidatos
| Partido   | Vicepresidente          | Cargos Previos                                              |
| --------- | ----------------------- | ----------------------------------------------------------- |
| Liberales | Marcos Espinel Cornejo  | Ministro del Interior y Relaciones Exteriores (1852 - 1855) |
| Liberales | Pedro Moncayo y Esparza | Presidente de la 6° Asamblea Constituyente (1852)           |

Fuente:
- No hay datos de los resultados de la votación popular, Marcos Espinel resultó elegido.